# Mohammed Labsir
Mohammed Labsir (en arabe : محمد لبصير), est un footballeur marocain qui évoluait au poste d'attaquant.

## Biographie
Mohammed Labsir participe à la finale malheureuse de la Coupe du Maroc 1959-1960, perdue par le FUS 1 but à 0 face au Mouloudia Club d'Oujda, le 24 avril 1960 au Stade d'honneur à Casablanca.

## Palmarès
- Finaliste de la Coupe du Trône en 1960 avec le FUS de Rabat.